# Ex Ospedale degli Innocenti
L'ospedale degli Innocenti, detto anche ospedale dei Bastardini, è stata una istituzione assistenziale nel pieno centro di Bologna, destinata all'accoglienza degli orfani e all'assistenza delle giovani madri nei primi mesi di vita dei figli. 
Istituito nel 1797 da Carlo Farini all'interno della cosiddetta "legge ospedaliera", trova spazio in un complesso duecentesco. L'edificio si affaccia su Via d'Azeglio, una delle strade principali del centro della città.

## Storia
Fino al 1860 ha ospitato la cosiddetta ruota degli esposti, che permetteva ai genitori di abbandonare i neonati senza essere riconosciuti ed accusati per l'abbandono. Una guardia, sempre di servizio, accoglieva i neonati lasciati nella  ruota, procedeva alla loro registrazione e all'affidamento presso le strutture dell'ospedale stesso.

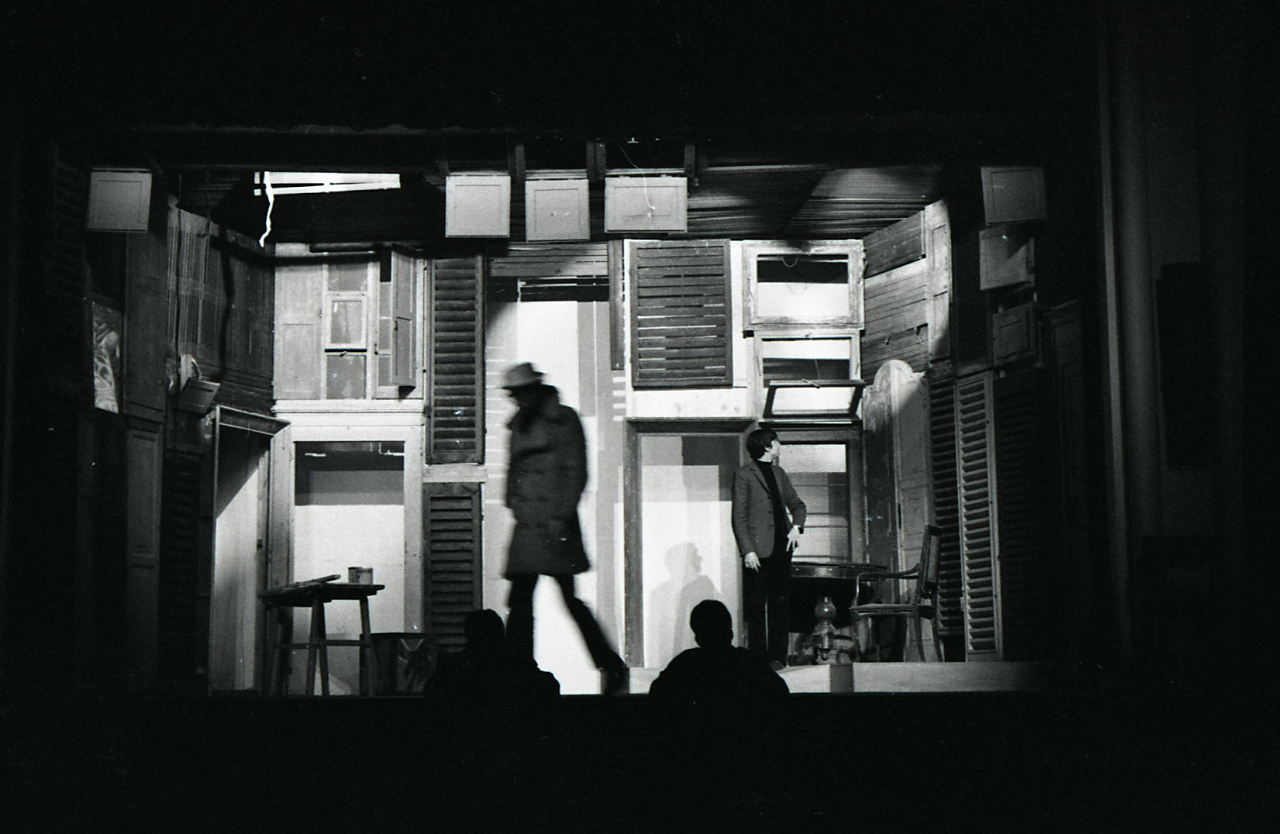
Una rappresentazione teatrale nel Teatro "La Ribalta" all'interno dell'ex ospedale degli Innocenti. Foto di Paolo Monti

Alla fine degli anni quaranta all'interno del complesso venne fondato il Teatro "La Soffitta" dai giovani registi Sandro Bolchi e Adriano Magli, dal critico Massimo Dursi e dal giornalista Enzo Biagi; il teatro chiuse per difficoltà finanziarie nel 1955, per riaprire col nome Teatro "La Ribalta" ed essere assegnato nel 1990 al DAMS.
Dagli anni settanta del novecento il complesso dell'ospedale ha ospitato alcuni uffici dell'Università di Bologna, in particolare del DAMS. È in disuso dagli anni novanta, ha subito una parziale ristrutturazione attorno al 2010, ma tranne utilizzi temporanei per esposizioni e mostre è rimasto inutilizzato.
Nel 2025 è stato annunciato un nuovo progetto di riqualificazione per farne un centro multiculturale.

## Descrizione

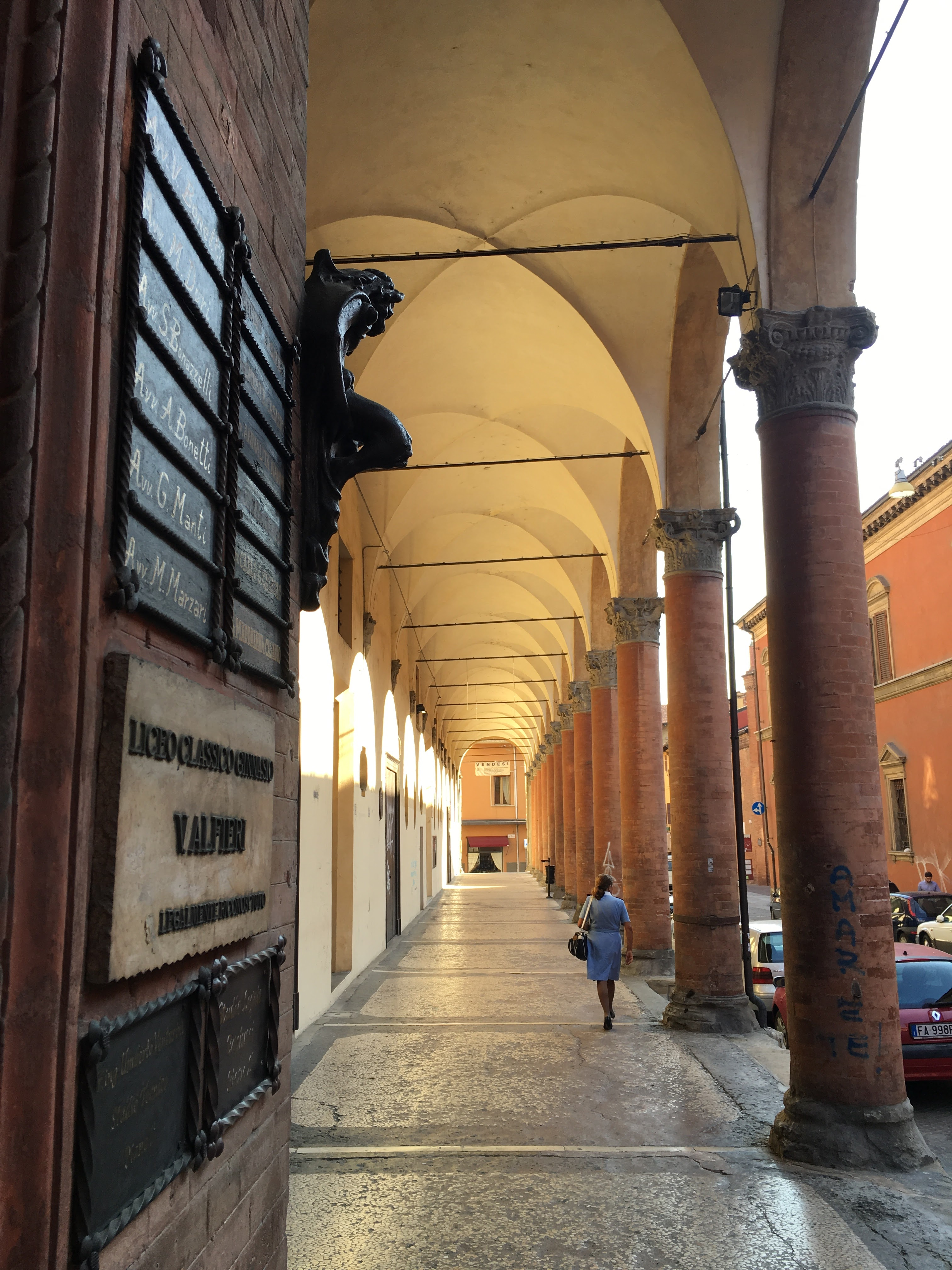
Veduta del portico frontale (è visibile anche il Diavolo del Gianbologna)

L'edificio si estende per complessivi 5500 m² circa, è dotato di un portico dalle arcate estremamente alte nella facciata, e di un ampio cortile interno.